# Marktplatz (Nörvenich)
Der Marktplatz in Nörvenich, einer Gemeinde im Kreis Düren (Nordrhein-Westfalen), ist ein Verkehrsknotenpunkt, an dem sich die beiden Hauptortszufahrten treffen.
Der heutige Marktplatz wurde bereits im Rentverzeichnis des Amtes Nörvenich im Jahre 1755 als am platz bezeichnet.  In der Zeit des Nationalsozialismus wurde der Platz in Adolf-Hitler-Platz umbenannt.
Auf dem Marktplatz treffen sich die Bahnhofstraße, die Burgstraße, die Zülpicher Straße und die Hirtstraße. Der Straßenzug Bahnhofstraße, Marktplatz, Burgstraße und Am Kreuzberg  mit dem Heiligenhaus führt von der Bundesstraße 477 quer durch den Ort in Richtung Pingsheim bzw. Erftstadt. 1926 wurde der Straßenkörper erstmals befestigt, und zwar mit Blausteinpflaster.
Vor 1934 hieß der genannte Straßenzug Provinzialstraße. Bis in die 1980er Jahre war die Straße eine klassifizierte Landesstraße mit der Nummer 263. Durch die Ortsumgehung verlor sie an Bedeutung und wurde zur Gemeindestraße abgestuft.
Der Marktplatz war der Mittelpunkt des früheren Dorfes. Hier wurde der Maibaum aufgestellt, hier standen die Kirmesbuden und Karussells, hier schlug auch die Wanderbühne ihr Zelt auf. Zu fast jeder Tageszeit trafen sich Grüppchen von Jugendlichen oder Erwachsenen auf dem Dorfmittelpunkt.
Am 1. Mai 1934 wurde hier eine deutsche Eiche gepflanzt, die von einem mit einem Hakenkreuz geschmückten Eisengitter geschützt wurde. Direkt daneben stand ein Schaukasten mit dem antisemitischen Hetzblatt Der Stürmer. Alles wurde nach Kriegsende 1945 entfernt.
Am Rand des Platzes steht in einer kleinen Grünanlage das denkmalgeschützte Marktplatzkreuz, direkt daneben der sogenannte Entenbrunnen, den der langjährige ehrenamtliche Bürgermeister Heinrich Kuß als Geschenk erhielt.
Der Marktplatz wurde ab dem 27. Mai 2019 bis zum Mai 2020 völlig umgestaltet. Am 25. August 2020 fand nach 25 Jahren wieder ein Wochenmarkt auf dem Marktplatz statt.

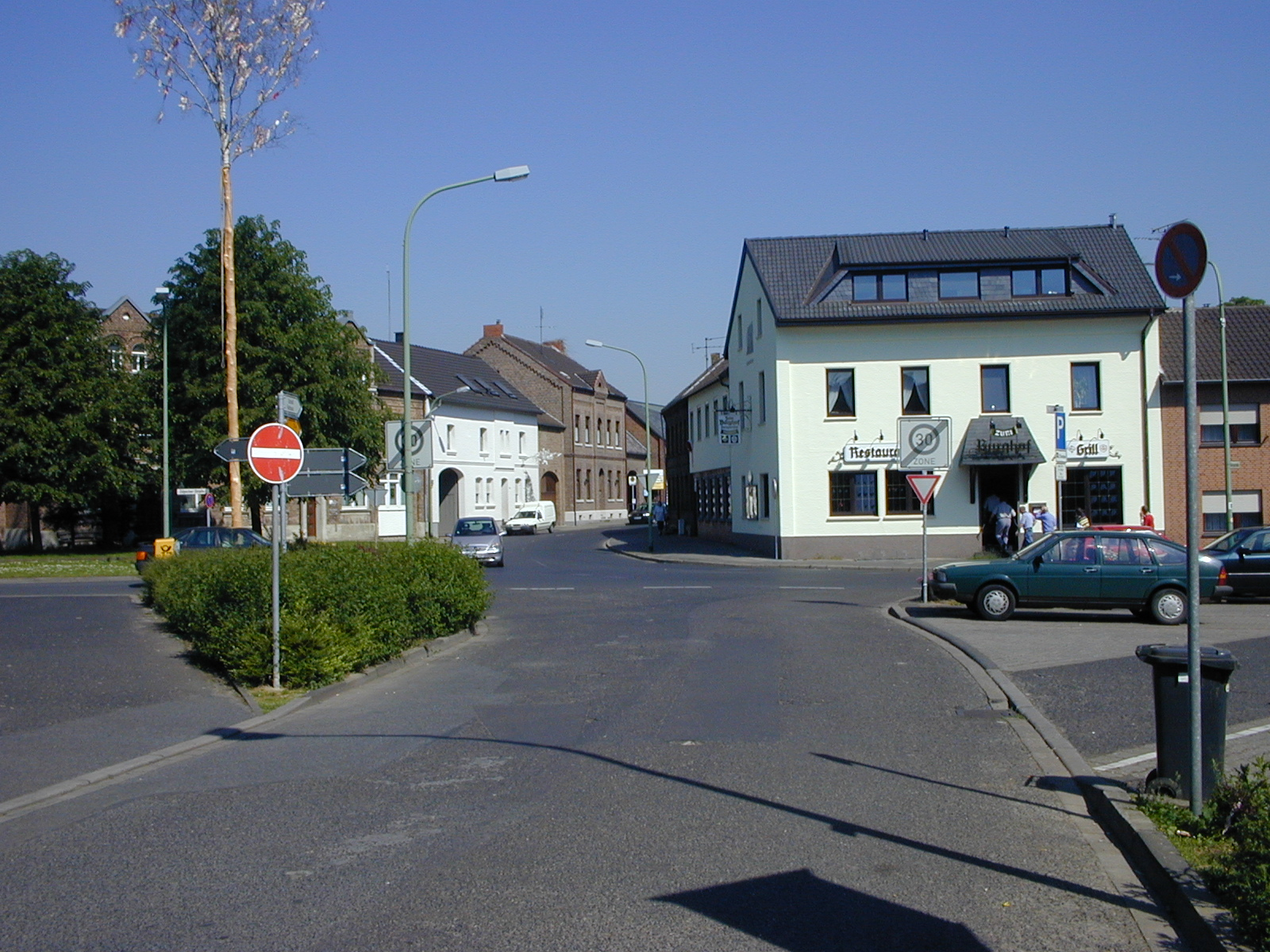
Der Marktplatz vor 2019
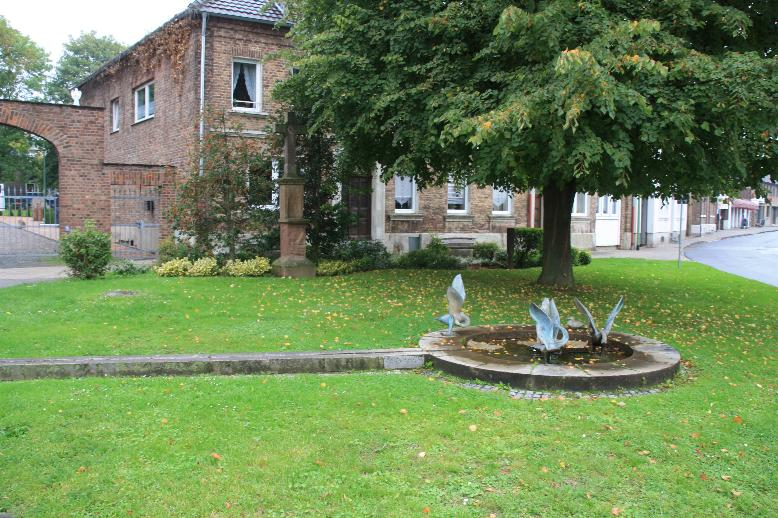
Das Marktplatzkreuz mit dem Entenbrunnen vor 2019
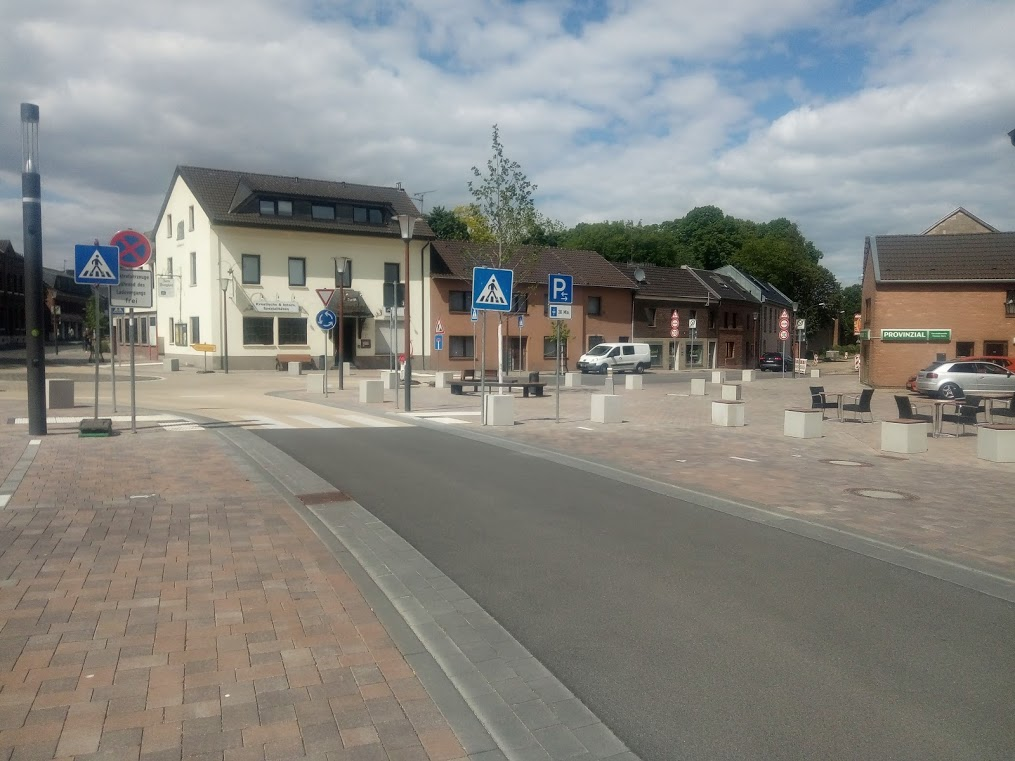
Der neue Marktplatz am 11. Mai 2020
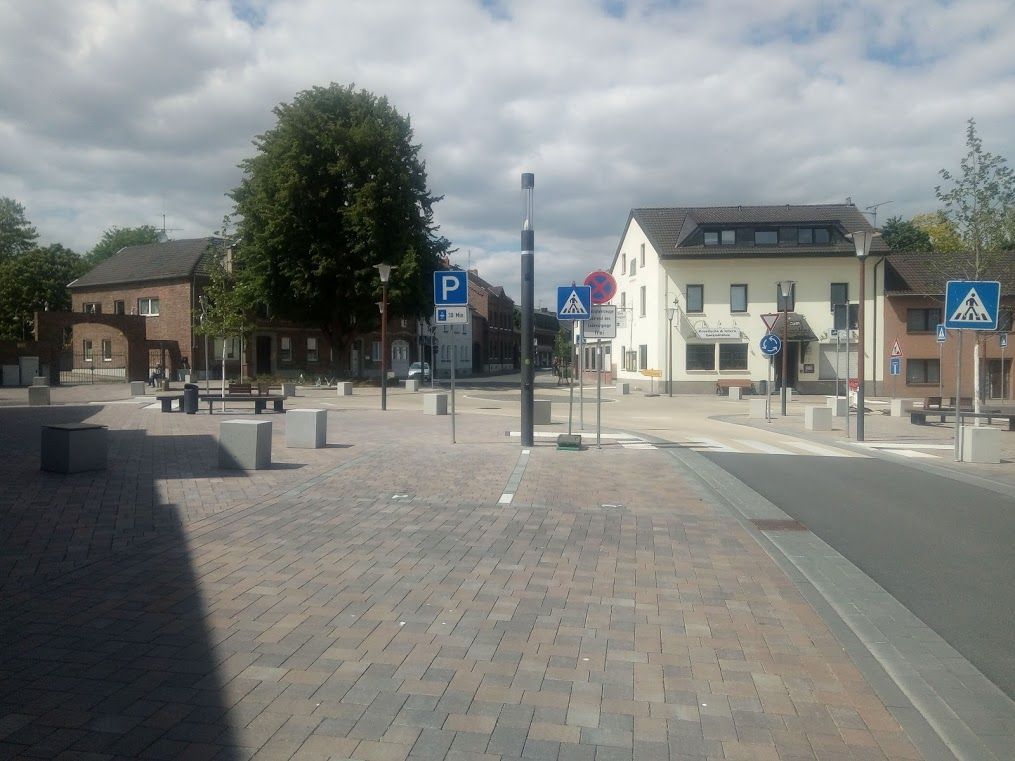
Der neue Marktplatz am 11. Mai 2020
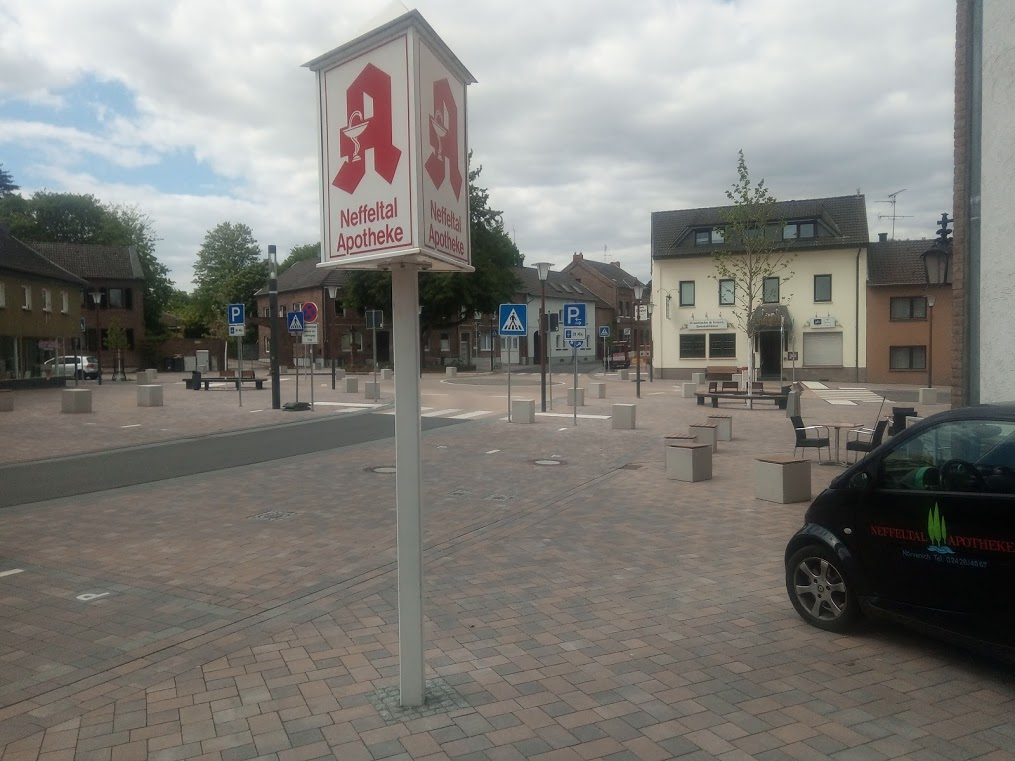
Der neue Marktplatz am 11. Mai 2020